# Monthly Film Bulletin
El Monthly Film Bulletin fue una revista del British Film Institute (BFI) de Londres para aficionados al cine que fue publicada mensualmente desde febrero de 1934 hasta abril de 1991, cuando se fusionó con Sight & Sound. En sus páginas se revisaban todas las películas que se estrenaban en el Reino Unido, incluidas las artísticas, con escaso recorrido.

## Historia
Monthly Film Bulletin fue editada a mediados de la década de 1950 por David Robinson, y a finales de la de 1950 y principios de la de 1960 por Peter John Dyer y, más tarde, por Tom Milne. A finales de la década de 1960, cuando el tipo y tono de sus críticas cambiaron considerablemente con la llegada de una nueva generación de críticos influenciados por las culturas y revueltas estudiantiles e intelectuales de la época (entre otras, la caída de las viejas ideas sobre el 'gusto' y la calidad), la edición estuvo a cargo de David Wilson. Luego fue editada por Jan Dawson durante dos años a partir de 1971, y desde 1973 hasta su desaparición por el crítico nacido en Nueva Zelanda, Richard Combs.
En 1991, Monthly Film Bulletin se fusionó con Sight & Sound, que hasta entonces se había publicado trimestralmente. Sight & Sound se convirtió en una publicación mensual y asumió el cometido de Monthly Film Bulletin, haciendo la crítica todas las películas estrenadas en el Reino Unido.
Monthly Film Bulletin fue publicada originalmente para permitir a los directores de cine del Reino Unido decidir qué películas estrenar, de ahí las listas completas de producción y reparto, la trama completa y una crítica exhaustiva. Cada revista, mensualmente, cubría solamente las películas que habían sido registradas en la autoridad comercial del gobierno del Reino Unido. Durante los años de programas completos de apoyo, Monthly Film Bulletin imprimió largas relaciones de largometrajes de serie B y cortometrajes con breves reseñas. En la década de 1970, el tono y el estilo de sus críticas habían cambiado considerablemente y, en algunos casos, estaban cada vez más influenciados por la teoría de autor y la teoría cinematográfica de influencia marxista, aunque algunos críticos más tradicionales, como John Gillett, permanecieron y otros, como David McGillivray o Paul Taylor se tomaron el cine de explotación más en serio de lo que se había considerado aceptable anteriormente, al tiempo que Steve Jenkins escribía una extensa defensa en 1981 sobre la película Glen o Glenda. 
Otro cambio que se notó es que todas las críticas tenían firma. Hasta septiembre de 1968, solo las reseñas de películas consideradas más importantes por el BFI llevaban una firma parcial, mediante las iniciales de los autores (por lo que Tom Milne sería 'T.M.'). A partir de enero de 1971, todas las películas estaban catalogadas por orden alfabético, principalmente porque una nueva ola de críticos que estaban influyendo en la revista ya había anulado los asunciones implícitas en la separación de las películas (por ejemplo, varias de las películas de Sergio Leone y muchas de las de Roger Corman solo estaban incluidas en la sección de 'Noticias breves'). Desde la edición de julio de 1982, Monthly Film Bulletin cambió nuevamente para incluir más artículos principales, entrevistas y fotografías.